# Aeroportul Tasikmalaya
Aeroportul Tasikmalaya (IATA: TSY, ICAO: WICM) este un aeroport din Tasikmalaya, Provincia Java de Vest, Java⁠(d), Indonezia.
Situat la o altitudine de 335 m, aeroportul dispune de o singură pistă. Este operat de Tentara Nasional Indonesia Angkatan Udara⁠(d).